# Reserva Natural de Tillniidu
A Reserva Natural de Tillniidu é uma reserva natural localizada no condado de Rapla, na Estónia.
A área da reserva natural é de 38 hectares.
A área protegida foi fundada em 2001 para proteger a floresta primitiva e as espécies ameaçadas (por exemplo a cegonha-preta) na aldeia de Koogiste (na antiga freguesia de Kehtna).